# Czego nie powie Masa o polskiej mafii
Czego nie powie Masa o polskiej mafii – książka Wojciecha Sumlińskiego z 2015. W publikacji autor łączy powiązania gangsterów z pracownikami Wojskowych Służb Informacyjnych i stawia pytania o dalsze koneksje. Książka według jej autora jest prequelem Niebezpiecznych związków Bronisława Komorowskiego.

## Treść
Tekst książki skomponowano z ilustracjami przedstawiającymi protokoły z przesłuchań Jarosława Sokołowskiego „Masa”. Treść tych dokumentów została przytoczona w II rozdziale Co naprawdę zeznał „Masa”?
W epilogu autor wskazuje, że wiąże nadzieje na sukces w walce z polską mafią po wyborze Andrzeja Dudy na urząd Prezydenta RP.

## Odbiór
W październiku 2015 książka zajęła 1. miejsce na liście bestsellerów „Gazety Wyborczej” w kategorii literatury faktu. W tym samym miesiącu była siódma w rankingu bestsellerów bazującym na rzeczywistej sprzedaży na terenie całej Polski i sporządzonym na podstawie badań GfK Polonia.
Jak podał miesięcznik „Polska Bez Cenzury”, pozycja sprzedała się w nakładzie 55–60 tysięcy sztuk.
Głównie za sprawą publikacji: Niebezpiecznych związków Bronisława Komorowskiego i Czego nie powie Masa o polskiej mafii, w grudniu 2018 Wojciech Sumliński uplasował się na 4. miejscu w rankingu najlepiej zarabiających polskich pisarzy sporządzonym przez „Polska Bez Cenzury”.

Do utworu literackiego Sumlińskiego odniósł się sam jego bohater, Jarosław „Masa” Sokołowski, który we wstępie wydanej w 2016 książki „Masa o kilerach polskiej mafii” stwierdził następująco:

[...] tytuł sugeruje, że jest coś, co wiem, ale nigdy tego nie powiem (jak twierdzi facet, którego nie widziałem na oczy) [...] Na Sumlińskiego mogę co najwyżej machnąć ręką, bo w jego tekście niewiele jest mojej osoby, a moja ksywka posłużyła mu wyłącznie jako wabik [...]

Autora nazwał również fantastą lepszym od Stanisława Lema.
Z kolei autor opublikowanego w Onecie wywiadu z „Masą”, dziennikarz Janusz Schwertner zwrócił uwagę, że Sumliński bez wiedzy i zgody autorów tekstu zamieścił na okładce fragment tego wywiadu, w jego opinii wykorzystując do promocji własnej publikacji. Ponadto według informacji podanej na stronie „Newsweeka” Sumliński, podobnie jak to miało miejsce w Niebezpiecznych związkach Bronisława Komorowskiego, skopiował fragment tekstu z powieści Lalka na łańcuchu Alistaira MacLeana.